# Corythalia heliophanina
Corythalia heliophanina är en spindelart som först beskrevs av Władysław Taczanowski 1871.  Corythalia heliophanina ingår i släktet Corythalia och familjen hoppspindlar. Inga underarter finns listade i Catalogue of Life.